# Nitosaurus
Nitosaurus — вимерлий рід синапсидів, які не належать до ссавців. Викопний матеріал знайдено в Нью-Мексико. Віковий діапазон: від 303.4 до 295.0 млн років.